# Ariarathe III
Pour les articles homonymes, voir Ariarathe.
Ariarathe III (en grec : Aριαράθης) est un dynaste à partir de 280 av. J.-C. puis roi de Cappadoce en 255 av. J.-C., mort vers 220 av. J.-C.

## Origine
Ariarathe III est le fils d’Ariamne II, dynaste de Cappadoce, et le petit-fils d’Ariarathe II. Il épouse Stratonice III, une fille d’Antiochos II Theos, roi de Syrie, et de son épouse Laodicé Ire.

## Règne
Il semble qu’il ait partagé le pouvoir du vivant même de son père. Vers 255 av. J.-C., il affirme son indépendance en s’autoproclamant roi (grec basileus), sans doute après avoir annexé la Cataonie, à moins que cet agrandissement ne résulte de la dot reçue après son union avec la sœur de Séleucos II.
Avec les autres dynastes Mithridate II du Pont et Zélas de Bithynie, il prend également le parti d’Antiochos Hiérax lors de la « guerre fratricide » qui oppose ce dernier à son frère Séleucos II Kallinikos.
De son union est issu son successeur Ariarathe IV.